# ملعب السير فيفيان ريتشاردز
ملعب السير فيفيان ريتشاردز هو ملعب متعدد الاستخدام يقع في سانت جونز عاصمة أنتيغوا وبربودا . غالبا ما يتم استخدامه لمباريات كرة القدم . يسع الملعب لجلوس 10 آلاف متفرج .